# Елисеев, Николай Васильевич
Николай Васильевич Елисеев (12 апреля 1912, станица Каменская, Область Войска Донского — 25 декабря 1982, Москва) — советский ветеринар, начальник Главохоты РСФСР.

## Биография
В 1934 г. окончил Новочеркасский ветеринарно-зоотехнический институт.
В 1934—1939 гг. — старший ветеринарный врач, заведующий ветеринарной лечебницей Тарасовского района Ростовской области, с 1939 г. — в Красной Армии, начальник ветеринарной службы кавалерийского полка. 
В конце 1940 года был командирован в МНР, в 1940-1946 гг. — главный государственный ветеринар Министерства животноводства Монголии. В 1946—1954 гг. — начальник ветеринарного отделения управления сельского хозяйства Московской области.
Со времени организации в 1955 г. Главохоты РСФСР и до конца жизни работал в этом государственном органе, возглавляя его более 20 лет. Считал, что охота и охрана природы неразделимы, поэтому при нём развивалась сеть заповедников и охотничьих хозяйств России, были организованы ЦНИЛ (как научное подразделение Главохоты) и три проектно-изыскательские экспедиции — Центральная, Западно-Сибирская и Восточно-Сибирская.

### Публикации
Автор более 100 публикаций по вопросам охотничьего хозяйства и охраны животного мира
- // Охотничье хозяйство РСФСР сегодня. — 1969. — № 26. — С. 89-99.

## Награды
- орден Трудового Красного знамени МНР[3]
- орден Трудового Красного знамени (СССР)[3]
- орден Октябрьской революции[3]
- два ордена "Знак Почёта"[3]
- медали СССР и МНР[3]